# Nguyễn Hữu Chiến Thắng
Nguyễn Hữu Chiến Thắng (sinh ngày 15 tháng 6 năm 1973 tại Hà Nội) là một người dẫn chương trình Việt Nam. Anh được biết đến với chất giọng trầm khàn đầy truyền cảm, đặc biệt là khi dẫn trong các chương trình ca nhạc. Anh bắt đầu được biết đến từ khi dẫn chương trình 24 hình trên giây (24 hình/s) của VTV3. Hiện anh là biên tập viên của Trung tâm Phim Tài liệu, Đài Truyền hình Việt Nam.

## Tiểu sử
Từ nhỏ, Thắng đã mê hát. Hát hay nên đương nhiên được lựa chọn vào đội văn nghệ của trường, rồi đi thi nơi này nơi kia. Đang hát hò tưng bừng thì bỗng nhiên một ngày mẹ anh có lệnh: "Thôi, đàn hát thế đủ rồi tập trung vào học hành đi". Thích con trai mình trở thành kiến trúc sư, bố mẹ anh cậy nhờ thầy dạy vẽ nổi tiếng. Được một thời gian thì thầy ngao ngán lắc đầu trả anh về cho phụ huynh vì anh không có năng khiếu vẽ vời.
Lòng vòng rồi đỗ chuyên Văn Trường Trung học phổ thông chuyên Hà Nội - Amsterdam, rồi đỗ Đại học Tổng hợp đủ điểm sang Nga học Đại học Maxim Gorki, rồi đi làm MC, giờ thì đứng chân vai trò phóng viên VTV6 .... Thời theo học khoa Văn học dịch (Trường đại học Maxim Gorki), Nguyễn Hữu Chiến Thắng từng là giọng ca quen thuộc tại các phòng trà, vũ trường của người Việt tại Nga.
Sau khi tốt nghiệp trường Văn khoa Gorky (Nga), anh về kiêm nhiệm công việc bình luận bóng đá và biên tập một số chương trình thể thao của TH cáp VN. Khi chân ướt chân ráo vào nghề truyền hình, công việc của anh là biên dịch phim, chủ yếu là phim Nga. 3 năm sau thì đầu quân sang "24 hình/s". Thiếu người dẫn chương trình nam giới, đạo diễn Trần Tuấn Hiệp khích: "Dẫn đi, có gì đâu mà ngại". Chính cái câu "có gì đâu" tưởng như nhẹ tênh ấy đã khiến anh nổi máu liều. Cầm micro dẫn, hóa ra ngon ơ.
Nguyễn Hữu Chiến Thắng là MC của Ban thể thao giải trí và thông tin kinh tế (VTV3), làm công tác dịch và biên tập phim. Anh có giọng nói tạo được ấn tượng với khán giả từ lúc chưa xuất hiện với tư cách là người dẫn chương trình của "Trò chơi điện ảnh". Khán giả truyền hình nhớ đến Nguyễn Hữu Chiến Thắng đầu tiên qua giọng nói. Anh được trời phú có chất giọng đặc biệt ấn tượng, tất nhiên, khi mới vào làm ở Đài Truyền hình Việt Nam chính bản thân anh cũng không nghĩ có một ngày mình được nhiều người biết đến và yêu quý chính là từ giọng nói. Vì thế, lúc anh lên hình, không ai nghĩ là "chủ nhân" của giọng đọc là một người còn trẻ gắn bó với VTV3, Thắng lại có bước ngoặt khi chuyển sang truyền hình cáp rồi cũng chẳng ở yên đó, lại bay nhảy thử liều mình sang một cơ quan khác ngoài Đài và bây giờ là phóng viên của VTV6 - một kênh truyền hình dành cho giới trẻ. Với kiến thức hiểu biết khá nhiều lĩnh vực như điện ảnh, âm nhạc, Thắng được nhiều đồng nghiệp bạn bè khen ngợi là MC có tài với lối dẫn rất duyên..
Nguyễn Hữu Chiến Thắng là một tín hữu Công giáo Rôma, anh có tên thánh là Emmanuel.